# Jordan 198
A Jordan 198 egy Formula–1-es versenyautó, amelyet a Jordan Grand Prix csapat tervezett és versenyeztetett az 1998-as Formula–1 világbajnokság során. Pilótái a csapathoz újonnan érkező Damon Hill és Ralf Schumacher voltak, a tesztpilóta pedig Pedro de la Rosa.

## Áttekintés
Az autó már a szezon előtti teszteken is ígéretes formát nyújtott, de főként a szezon elején nehézségekkel küzdött. Damon Hill szerint az autó alulkormányzott volt, a motor pedig gyenge. Miután úgy telt el az idény első fele, hogy pontot sem szereztek, Eddie Jordan kirúgta a tervezésért felelős Gary Andersont és a helyére felvette Mike Gascoyne-t. Átalakításra került a felfüggesztés, az első szárny és a padlólemez is, a Mugen-Honda pedig (akik ebben az évben dolgoztak először együtt a csapattal) áttervezte a motort is.
A módosítások következtében drasztikusan megváltoztak az eredmények, és az idény második felében szinte minden futamon pontot szereztek. A kaotikus belga nagydíjon a csapat megszerezte Hill révén az első győzelmét is, amely ráadásul kettős győzelem volt. Schumacher az olasz nagydíjon is dobogóra állhatott, így ezekkel az eredményekkel konstruktőri negyedikként zárták az idényt.
Az autók festése jellegzetes sárga volt a Benson & Hedges szponzornak köszönhetően. Az orra egy lódarázs fejét festették fel, a szárnyait és a csíkjait pedig az autó oldalára. Ahol nem engedélyezték a dohányreklámokat, ott a "Buzzin' Hornets" felirattal versenyeztek.

## Eredmények
| Év   | Csapat                 | Motor                | Gumik | Pilóták         | 1   | 2   | 3   | 4   | 5   | 6   | 7   | 8   | 9   | 10  | 11  | 12  | 13  | 14  | 15  | 16  | Pontok | Helyezés |
| ---- | ---------------------- | -------------------- | ----- | --------------- | --- | --- | --- | --- | --- | --- | --- | --- | --- | --- | --- | --- | --- | --- | --- | --- | ------ | -------- |
| 1998 | Benson & Hedges Jordan | Mugen Honda MF-301HC | G     |                 | AUS | BRA | ARG | SMR | ESP | MON | CAN | FRA | GBR | AUT | GER | HUN | BEL | ITA | LUX | JPN | 34     | 4.       |
| 1998 | Benson & Hedges Jordan | Mugen Honda MF-301HC | G     | Damon Hill      | 8   | KIZ | 8   | 10  | KI  | 8   | KI  | KI  | KI  | 7   | 4   | 4   | 1   | 6   | 9   | 4   | 34     | 4.       |
| 1998 | Benson & Hedges Jordan | Mugen Honda MF-301HC | G     | Ralf Schumacher | KI  | KI  | KI  | 7   | 11  | KI  | KI  | 16  | 6   | 5   | 6   | 9   | 2   | 3   | KI  | KI  | 34     | 4.       |

† - nem fejezte be a versenyt, de rangsorolták, mert teljesítette a versenytáv 90 százalékát